# Beb Guérin
Bernard „Beb“ Guérin (* 22. Dezember 1941 in La Rochelle; † 14. November 1980) war ein französischer Jazz-Bassist.

## Leben und Wirken
Bernard Guérin arbeitete zunächst als Diplom-Ingenieur. 1964 begann er, am Konservatorium von Versailles Kontrabass zu studieren. Anschließend ging er, als Musiker genannt Beb Guérin, mit Jimmy Gourley, Sonny Criss und Jacques Pelzer auf Tournee, um sich dann 1966 in Paris niederzulassen. Er arbeitete mit François Tusques, Barney Wilen, Mal Waldron, Don Cherry, Joachim Kühn, Marion Brown, Sunny Murray, Alan Silva, Jacques Coursil, Arthur Jones, Clifford Thornton und Sonny Sharrock, aber auch mit François Jeanneau und Bernard Vitet. Mit Archie Shepp und dem Full Moon Ensemble gastierte er auf dem Montreux Jazz Festival 1970. Mit den Bassisten Jean-François Jenny-Clark, François Méchali, Léon Francioli und Barre Phillips formte er Duos und ein Trio. Er spielte (bis 1976) in der Unit von Michel Portal, anschließend im Intercommunal Free Dance Music Orchestra von François Tusques, dem Sextett von Jacques Thollot und in der Compagnie Lubat. Er begleitete auch die Sängerinnen Colette Magny und Toto Bissainthe.

## Diskographische Hinweise
- Rolf & Joachim Kühn Transfiguration (mit Karl Berger, Aldo Romano;  SABA 1967)
- Clifford Thornton – Ketchaoua (mit Dave Burrell, Claude Delcloo, Earl Freeman, Arthur Jones, Grachan Moncur III, Sunny Murray, Archie Shepp; BYG Actuel, 1969)
- Arthur Jones – Scorpio (America Records, 1971)
- Bernard Vitet – La Guêpe (mit Jean Guerin, Françoise Achard, Dominique Dalmasso, Jouck Minor, François Tusques, Jean-Paul Rondpierre; Futura Records, 1972)
- Toto Bissainthe (mit Beb Guérin) – Haiti Chanté (Arion, 1977)
- Léon Francioli / Beb Guérin / Bernard Lubat / Michel Portal – Châteauvallon 76 (L'Escargot, 1979)
- Beb Guerin & François Méchali – Conversations (Nato, 2005)